# Booster (attractie)

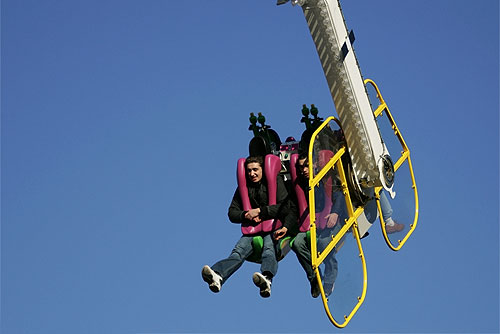
Een van de twee boosterbakjes

Booster  is een attractietype dat geproduceerd wordt door de attractiebouwers Fabbri uit Italië (onder de naam Booster) en KMG uit Neede (Nederland) (onder de naam Speed). De hoogste en grootste Booster ter wereld is de Airborne geproduceerd door KMG uit Neede, de opvolger van de Booster Maxxx. Deze heeft een hoogte van 65 m. Hij stond in 2020 voor het eerst op de kermis in Hoorn. Een variant op de Booster wordt gebouwd door Mondial Rides, namelijk de Turbine.

## Beschrijving
De attractie bestaat uit een rechtopstaande mast waaraan bovenaan een grote arm is bevestigd, die twee keer zo lang is als de mast. Aan beide uiteinden van de arm is een gondel bevestigd, waarin vier of acht personen plaats kunnen nemen. De arm is in het midden op een mast gemonteerd, hier zit ook het draaipunt. De arm kan gedraaid worden, afhankelijk van de lengte van de arm zullen de gondels een snelheid kunnen bereiken tot 100 km/h. De hoogte van de standaard booster is meestal rond de 50 meter. De gondels kunnen ook tollen, zodat men ook over de kop gaat.
De attractie is populair op Europese kermissen, omdat de attractie op een enkele trailer vervoerd kan worden en in drie uur kan worden opgebouwd. Wegens zijn lage capaciteit is ze nauwelijks te vinden in pretparken.

## Incidenten
In augustus 2007 kwam de booster in het nieuws doordat er in het Franse Saint-Germain-en-Laye een van de gondels loskwam, waarbij twee mensen om het leven kwamen en twee anderen zwaargewond raakten. Als antwoord hierop werden de drie kermisattracties in Nederland van hetzelfde type van fabrikant Fabbri op last van Nederlandse Voedsel- en Warenautoriteit stilgezet. De booster die op dat moment op de Rosmalense kermis stond werd aan de ketting gelegd. Dat gold ook voor de boosters die op dat moment op de kermis van Pijnacker-Nootdorp en Sneek stonden. De boosters die later in de maand onder andere in 's-Hertogenbosch en Oss zouden komen te staan, waren van een andere fabrikant en draaiden wel gewoon.
Ook in mei 2015 was er een probleem met een Booster, ditmaal op de kermis in Didam. Zeven mensen hingen een half uur lang ondersteboven toen een in Nederland gebouwde Booster vastliep. De oorzaak bleek een computerstoring te zijn die ertoe leidde dat op het verkeerde moment geremd werd. Een persoon raakte bij dit incident buiten bewustzijn.